# Кук, Миртл
Миртл Элис Кук (англ. Myrtle Alice Cook, в замужестве Макгоуэн, англ. McGowan; 5 января 1902, Торонто — 18 марта 1985) — канадская легкоатлетка, чемпионка летних Олимпийских игр 1928 года в эстафете 4×100 метров в составе сборной Канады.

## Биография
Миртл Кук родилась в 1902 году в Торонто. В детстве занималась теннисом, хоккеем, баскетболом, боулингом, велоспортом и греблей на каноэ. В 1927—1930 годах 6 раз становилась чемпионкой Канады по бегу на 60 и 100 ярдов. Кук основала первый в стране женский спортивный клуб Toronto Ladies Athletic Club.
12 июня 1928 года Кук побила мировой рекорд в беге на 100 м с результатом 12 секунд. На летних Олимпийских играх 1928 года в Амстердаме впервые были проведены соревнования по лёгкой атлетике среди женщин. Канадки победили в эстафете 4×100 метров, установив новый мировой рекорд 48,4 с. Кук также участвовала в беге на дистанции 100 м, но была дисквалифицирована. Успех легкоатлеток внёс вклад в развитие и популяризацию женского спорта.
После Олимпийских игр Кук переехала в Монреаль и стала спортивным журналистом. В течение 40 лет Кук обозревала женский спорт в газете Montréal Daily Star. Во время Второй мировой войны была тренером по лёгкой атлетике в Вооружённых силах Канады. Кук занималась продвижением женского спорта, входила почти в каждый Олимпийский комитет Канады с 1932 по 1972 года.
В 1949 году Кук включена в Зал Олимпийской славы Канады, в 1955 году — в Зал спортивной славы Канады.
Миртл Макгоуэн скончалась в 1985 году на 84-м году жизни.